# Rue de l’Épicerie in Rouen, bei Sonnenlicht
Rue de l’Épicerie in Rouen, bei Sonnenlicht (Original: La Rue de l’Épicerie à Rouen, effet de soleil) ist ein Gemälde des französischen Malers Camille Pissarro aus dem Jahr 1898, das er in Rouen malte. Das Bild zeigt einen Straßenzug vor der Kathedrale von Rouen, auf dem ein Wochenmarkt stattfindet. Es ist Teil einer Serie von drei Bildern mit ähnlicher Perspektive. Das Gemälde ist seit 1960 im Besitz des Metropolitan Museum of Art in New York City.

## Bildbeschreibung
Auf dem Bild ist die Rue de l’Épicerie in Rouen während eines Wochenmarktes an einem hellen Sommertag zu sehen. Der Maler stellt den Straßenzug aus einer erhöhten Position dar, wahrscheinlich aus dem Fenster eines Gebäudes. Im Hintergrund befindet sich die Südseite der Kathedrale, die sich hinter den Häusern erhebt.
Das Bild ist horizontal in drei Teile geteilt. Im unteren Drittel zeigt es die belebte Straße und den Markt mit seinen Besuchern. Dabei werden die zahlreichen Menschen wenig detailliert durch kurze farbige Striche gemalt, sodass sie als Menschenmenge wahrgenommen werden. Individuelle Gesichtszüge sind ebenso wenig erkennbar, wie die Art der Auslagen bei den Marktständen. Während am linken Bildrand einzelne, großflächige Schirme zu erkennen sind, gibt es auf der rechten Seite mit Planen überdeckte Stände, die die Ware vor der Sonne schützen.
Der mittlere Bereich zeigt die Bebauung der Straße mit den drei- bis vierstöckigen Wohnhäusern. Die Häuserreihen sind geprägt durch eine Ladenreihe im Erdgeschoss, darüber liegen mehrere durch Fensterreihen gekennzeichnete Wohngeschosse. An der Frontseite des Eckhauses an der Rue de l’Épicerie sind zum Markt hin zahlreich farbigen Werbetafeln angebracht, deren Schriftzüge bedingt durch die flüchtige Malweise jedoch nicht lesbar sind. Während im vorderen Bereich auf beiden Seiten vor allem flachere dunkle Dächer, Dachgauben und Kamine die Ansicht prägen, weisen im hinteren Bereich die Häuser vor der Kathedrale spitze Dachgiebel mit roten Ziegeln auf. Oberhalb der Dächer nimmt die Südseite der Kathedrale sowie der zwischen und neben den Türmen zu sehende Himmel das oberste Drittel des Bildes ein. Von dem in hellen Grau- und Brauntönen gehaltenen und reich verzierten Bauwerk sind entsprechend nur die Bereiche sichtbar, die die Hausgiebel überragen. Auf der linken Seite erheben sich der Tour Saint-Romain (Sankt-Romanus-Turm) und der Tour de Beurre (Butterturm), an der linken Seite das Mittelschiff und der hohe Vierungsturm, dessen Turmspitze vom oberen Bildrand abgeschnitten wird. Der Himmel über der Szene ist sonnig hellblau mit weißen Wolken.
Das Bild ist am unteren linken Rand signiert und zweizeilig beschriftet mit „C. Pissarro / 1898“.

## Hintergrund und Entstehung

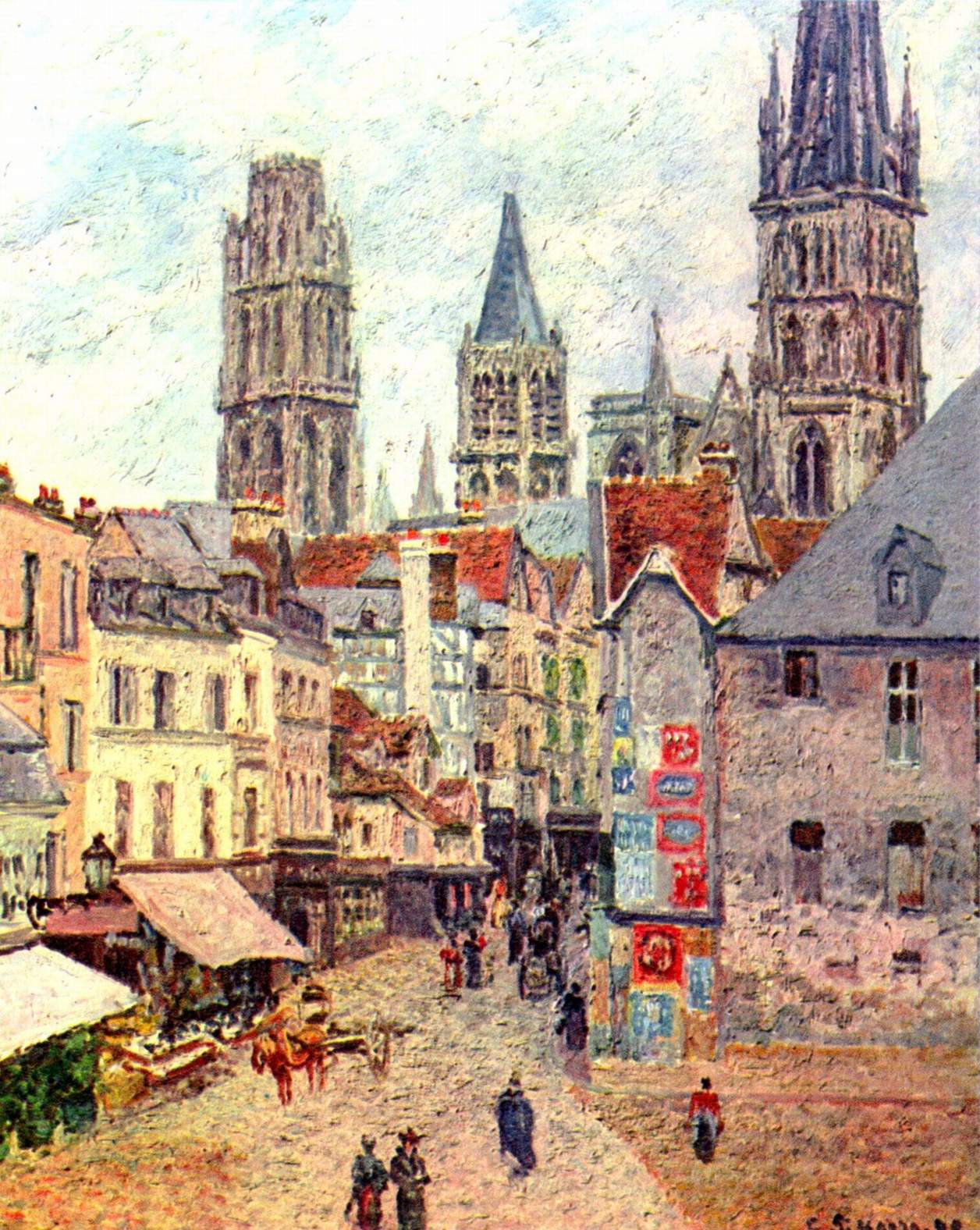
Rue de l’Épicerie in Rouen, matin, temps mouillé

Am 19. August 1898 schrieb Pissarro seinem Sohn Lucien Pissarro, dass er einen schönen Ort gefunden habe, um die Rue de l’Épicerie in Rouen und auch den freitags stattfindenden Wochenmarkt vor der Kulisse der Kathedrale malen zu können. Die Rue de l’Épicerie ist eine der ältesten und bekanntesten Straßen der Stadt und wird betont durch Wohnhäuser des 17. Jahrhunderts. Sie reicht bis zum Place Haute-Vieille-Tour an der Südseite der Kathedrale von Rouen. Pissarro hatte bereits zwei Jahre vorher ein Bild der Kathedrale gemalt (WVZ 1114), wobei er sich allerdings vor allem auf die Kathedrale konzentrierte. Er bezog sich dabei auf die bekannte Serie der Kathedrale von Rouen von Claude Monet.
Das Bild Rue de l’Épicerie in Rouen, bei Sonnenlicht entstand in Folge als eines einer aus drei Bildern bestehenden Serie, die er zu verschiedenen Tageszeiten und bei unterschiedlichen Lichtverhältnissen abbildete. Nur auf dem Bild Rue de l’Épicerie in Rouen, bei Sonnenlicht ist dabei der Wochenmarkt dargestellt, die anderen beiden Bilder Rue de l’Épicerie in Rouen, matin, temps mouillé (aktuell als Dauerleihgabe einer Privatsammlung im Van Gogh Museum in Amsterdam) und Rue de l’Épicerie in Rouen, fin d’après-midi (aktuell als Dauerleihgabe der Yoshino Gypsum Collection, Tokio, im Yamagata Museum of Art in Yamagata, Japan) zeigen die Straße ohne Markt. Vom Aufbau und Blickwinkel entspricht Rue de l’Épicerie in Rouen, bei Sonnenlicht der Morgenszene bei Rue de l’Épicerie in Rouen, matin, temps mouillé während Rue de l’Épicerie in Rouen, fin d’après-midi aus einer leicht anderen Perspektive gemalt wurde, bei der das südliche Querschiff der Kathedrale am Ende der Straße sichtbar ist.

## Provenienz und Ausstellungen
Das Bild Rue de l’Épicerie in Rouen, bei Sonnenlicht befindet sich seit 1960 im Besitz des Metropolitan Museum of Art in New York City.

### Provenienz
Am 21. Oktober 1898, im Jahr der Entstehung, kaufte der Galerist Paul Durand-Ruel das Bild von Pissarro für 1.500 Franc, gemeinsam mit dem zweiten Bild der Serie Rue de l’Épicerie in Rouen, matin, temps mouillé. Er verkaufte es am 21. März 1900 für 5000 Franc an Louis Bernard, das zweite Bild blieb im Besitz der Familie Durand-Ruel und wurde erst 1985 bei Sotheby’s versteigert. Am 11. Mai 1901 wurde Rue de l’Épicerie in Rouen, bei Sonnenlicht im Auktionshaus Hôtel Drouot für 8000 Franc an Maurice Leclanché versteigert. Am 6. November 1925 gelangte es erneut bei Drouot zur Auktion. Für 83.000 Franc erwarb Auguste Savard das Bild. Dieser verkaufte es 1939 oder 1940 über einen Mittelsmann an Roger Varenne in Genf. Er verkaufte das Bild 1960 an das Metropolitan Museum of Art, das hierzu Stiftungsmittel aus dem Mr. and Mrs. Richard J. Bernhard Fund verwendete.

### Ausstellungen
Das Bild wurde in zahlreichen Ausstellungen vor allem in Europa und den Vereinigten Staaten gezeigt, jedoch auch in Japan und Australien. Im Februar und März 1928 wurde es in der Galerie Durand-Ruel in der Ausstellung Tableaux par Camille Pissarro gezeigt. Die nächste dokumentierte Ausstellung des Bildes fand von Januar bis März 1957 im Kunstmuseum Bern in der Ausstellung Camille Pissarro, 1830–1903 als Leihgabe von Roger Varenne statt, der das Bild auch von März bis Mai 1959 für die Ausstellung De Gericault à Matisse: Chefs-d'œuvre français des collections suisses im Petit Palais in Paris zur Verfügung stellte. 1965 fand die erste Präsentation des Bildes in New York statt, als es im Rahmen der Ausstellung C. Pissarro in der Galerie Wildenstein & Co. gezeigt wurde. Ein Jahr später war das Bild als Bestandteil der Ausstellung Impressionist Treasures from Private Collections in New York in der Galerie M Knoedler & Co zu sehen. Von September bis November 1970 zeigte das Museum of Fine Arts, Boston das Bild im Rahmen der Ausstellung Masterpieces of Painting in The Metropolitan Museum of Art. 1972 kam das Bild nach Japan, wo es von August bis Oktober im Nationalmuseum Tokio sowie anschließend von Oktober bis November im Kyoto Municipal Museum of Art in der Ausstellung Treasured Masterpieces of The Metropolitan Museum of Art gezeigt wurde.

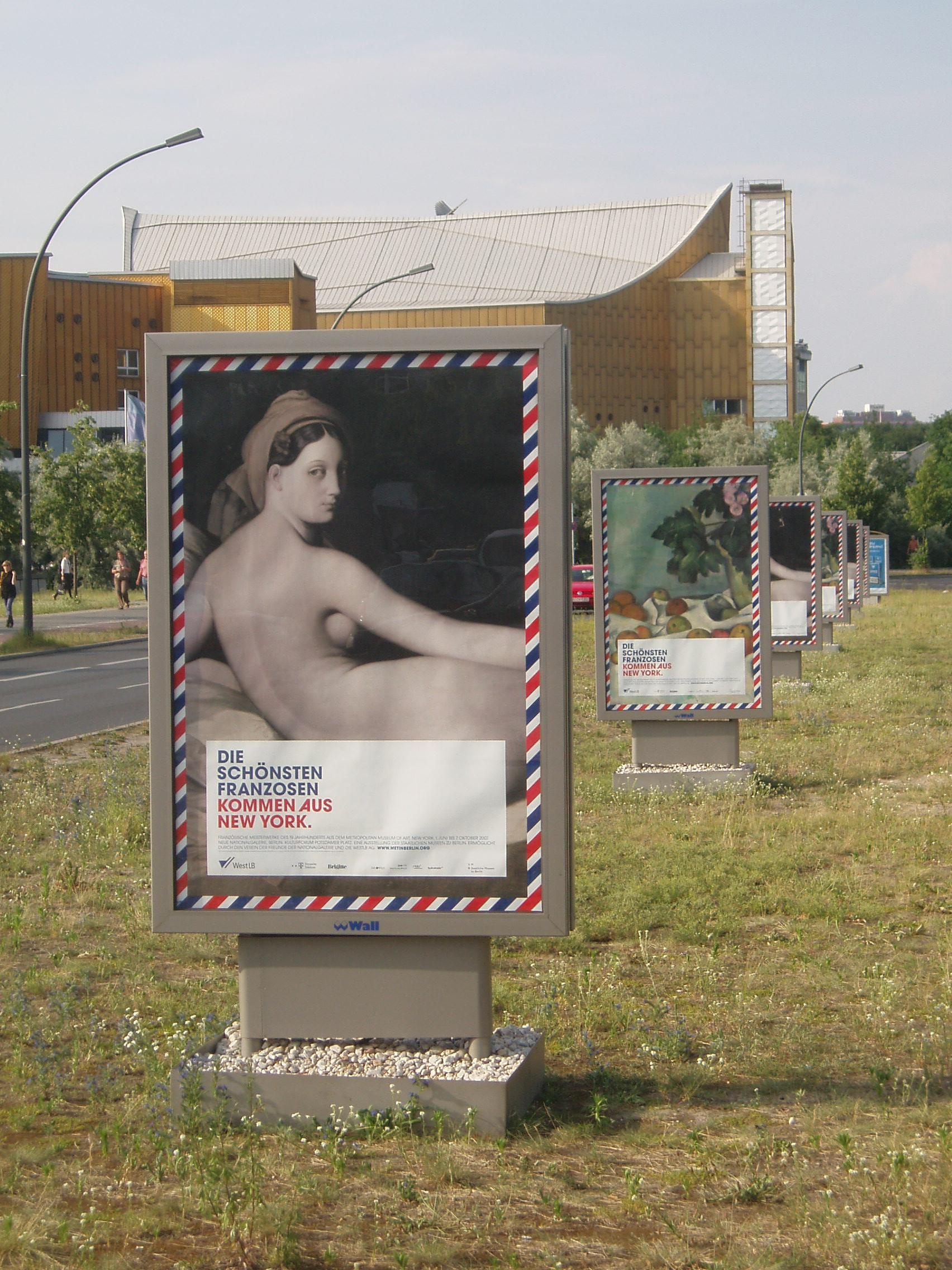
Im Jahr 2007 war Rue de l’Épicerie in Rouen, bei Sonnenlicht Teil der Ausstellung Die schönsten Franzosen kommen aus New York in Berlin.

Im Jahr 1975 wurde das Bild nach Russland ausgeliehen und dort in der Ausstellung 100 Paintings from the Metropolitan Museum von Mai bis Juli in der Eremitage in Leningrad sowie von August bis November im Puschkin-Museum in Moskau gezeigt. Im Mai bis August 1981 war das Bild für die Ausstellung Pissarro erneut im Museum of Fine Arts, Boston. Vom Dezember 1999 bis Mai 2000 wurde das Bild – erstmals in Deutschland – in der Ausstellung Camille Pissarro in der Staatsgalerie Stuttgart gezeigt. 2005 reiste das Bild erneut und wurde in die australische Ausstellung Camille Pissarro in der Art Gallery of New South Wales in Sydney und anschließend in der National Gallery of Victoria in Melbourne ausgestellt. 2007 fand von Februar bis Mai die Ausstellung The Masterpieces of French Painting from The Metropolitan Museum of Art: 1800–1920 im Museum of Fine Arts, Houston statt, im gleichen Jahr wurde das Bild von Juni bis Oktober in Berlin in der Ausstellung Die schönsten Franzosen kommen aus New York; Französische Meisterwerke des 19. Jahrhunderts aus dem Metropolitan Museum of Art gezeigt. Von Juni bis September 2010 fand die Ausstellung A City for Impressionism: Monet, Pissarro, and Gauguin in Rouen im Musée des beaux-arts de Rouen statt.

## Belege
1. 1 2 3 4  La Rue de l’Épicerie à Rouen, effet de soleil (WVZ 1221) In: Wildenstein Institute, Joachim Pissarro, Claire Durand-Ruel Snollaerts 2005; S. 763.
2. 1 2 3 4  Rue de l'Épicerie, Rouen (Effect of Sunlight) – Object Information in: The Collection Online im Metropolitan Museum of Art; Abgerufen am 11. März 2021.
3. 1 2 3  Camille Pissarro – Rue de l’Épicerie in Rouen, bei Sonnenlicht In: Angela Schneider, Anke Daemgen, Gary Tinterow: Die schönsten Franzosen kommen aus New York. Französische Meisterwerke des 19. Jahrhunderts. Nicolaische Verlangsbuchnadlung, Berlin 2007; S. 190. ISBN 978-3-89479-381-4
4. 1 2  Les Toits du vieux Rouen, cathédrale Notre-Dame, temps gris (WVZ 1221) In: Wildenstein Institute, Joachim Pissarro, Claire Durand-Ruel Snollaerts 2005; S. 702.
5. 1 2 3  Rue de l’Épicerie in Rouen, matin, temps mouillé (WVZ 1222) In: Wildenstein Institute, Joachim Pissarro, Claire Durand-Ruel Snollaerts 2005; S. 764.
6. ↑  Rue de l’Épicerie in Rouen, fin d’après-midi (WVZ 1223) In: Wildenstein Institute, Joachim Pissarro, Claire Durand-Ruel Snollaerts 2005; S. 764.